# Preobrazjentsi
Preobrazjentsi (bulgariska: Преображенци) är ett distrikt i Bulgarien.   Det ligger i kommunen Obsjtina Ruen och regionen Burgas, i den östra delen av landet, 300 km öster om huvudstaden Sofia.
Trakten runt Preobrazjentsi består till största delen av jordbruksmark. Runt Preobrazjentsi är det ganska tätbefolkat, med 67 invånare per kvadratkilometer.